# Хаар, Ян
Ян Юзеф Хаар (пол. Jan Józef Haar; 1791—1840, Львов) — польский художник.

## Биография
По разным данным родился между 1791 и 1795 годами в Варшаве или Львове. Учился живописи в Вене. Жил и творил в Лемберге (ныне Львов).
Автор миниатюр, масляных картин, вывесок, ряда рисунок и литографий. Давал уроки рисования.
Специализировался на миниатюрных портретах в стиле эпохи бидермейер. Также писал портреты маслом — часто литографированных во Львове на заводе P. Пиллера, картины религиозного жанра и пейзажи. Создавал полотна в духе голландской живописи XVII века.